# 文化运动
文化运动是指令众多不同学科改变其工作方式的运动。这囊括了所有的艺术形式、科学和哲学。在历史上，世界各地的国家和地区会经历其自身的文化运动，但随着全球交流速度的加快，这种地域上的区分已变得不那么明显。